# Žakovce
Žakovce (Hongaars: Izsákfalva) is een Slowaakse gemeente in de regio Prešov, en maakt deel uit van het district Kežmarok.
Žakovce telt 818 inwoners.